# Villanova d'Albenga
Villanova d'Albenga är en ort och kommun i provinsen Savona i regionen Ligurien i Italien. Kommunen hade 2 676 invånare (2018).